# Sveučilište u Splitu
Sveučilište u Splitu (lat. Universitas studiorum Spalatensis), hrvatska visokoobrazovna ustanova sa sjedištem u Splitu, utemeljena 15. lipnja 1974. godine. Rektor Sveučilišta u Splitu je prof. dr. sc. Dragan Ljutić, bivši dekan Medicinskoga fakulteta.
Osnivanjem Sveučilišta u Splitu u njegov su sastav ušle ustanove koje su već ranije ostvarivale stručno-znanstveno djelovanje u Gradu.
Osnivanjem Sveučilišta u Zadru 2003. godine u njegov su sastav uključeni Filozofski fakultet u Zadru, Visoka učiteljska škola u Zadru i Studentski centar u Zadru koji su do tada bili u sastavu Sveučilišta u Splitu.
Godine 2001. osnovan je Odjel za humanističke znanosti kao preteča budućeg splitskog Filozofskog fakulteta (osnovanog 2005.).

## Povijest
Sveučilište u Splitu utemeljeno je 15. lipnja 1974. godine, no počeci visokog školstva u Splitu su stariji i datiraju od kraja Drugog svjetskog rata, kada je na području Splita osnovano više viših škola, a od 1960. Fakultet elektrotehnike strojarstva i brodogradnje (FESB), Kemijsko-tehnološki fakultet i Pravni fakultet te 1961. godine pedagoške akademije u Zadru i Splitu. Godine 1971. utemeljeni su Ekonomski fakultet i Fakultet građevinarstva, arhitekture i geodezije, 1974. Medicinski fakultet, a 1978. osnovan je Pomorski fakultet u Dubrovniku sa studijem u Splitu.
Umjetnička akademija i Pomorski fakultet u Splitu osnovani su 1997. godine, a godinu poslije više učiteljske škole u Splitu te Sveučilišni odjel za studij mora i pomorstva. Katolički bogoslovni fakultet integrirao se u Sveučilište 1999. godine, dok je 2001. osnovan Odjel za humanističke znanosti koji će četiri godine poslije prerasti u Filozofski fakultet.
Splitsko sveučilište najbolje je hrvatsko sveučilište prema jednoj od najuglednijih svjetskih ljestvica koje rangiraju visoka učilišta, onoj Times Higher Education (THE) - World University Rankings za 2020. godinu.

## Sastavnice

### Fakulteti i akademije
- Ekonomski fakultet
- Fakultet elektrotehnike, strojarstva i brodogradnje u Splitu /FESB/
- Fakultet građevinarstva, arhitekture i geodezije
- Filozofski fakultet
- Katolički bogoslovni fakultet
- Kemijsko-tehnološki fakultet
- Kineziološki fakultet
- Medicinski fakultet
- Pomorski fakultet
- Pravni fakultet
- Prirodoslovno-matematički fakultet /PMF/
- Umjetnička akademija

### Sveučilišni odjeli
- Sveučilišni odjel za stručne studije
- Sveučilišni odjel za zdravstvene studije
- Sveučilišni odjel za studije mora
- Sveučilišni odjel za forenzične znanosti

### Ostale sastavnice Sveučilišta
- Centar za unaprjeđenje kvalitete
- Studentski centar Split
- Sveučilišna knjižnica u Splitu
- Sveučilišni zbor Vox Animae
- Interdisciplinarni centar za naprednu znanost i tehnologiju Sveučilišta u Splitu
- Centar za znanstveno računanje

## Rektori kroz povijest
1. Dinko Foretić (1975. – 1978.)
2. Pavao Domančić (1978. – 1980.)
3. Anton Afrić (1980. – 1982.)
4. Ivo Borković (1982. – 1984.)
5. Milojko Ćišić (1984. – 1987.)
6. Stjepan Lipanović (1987. – 1989.)
7. Josip Lovrić (1989. – 1992.)
8. Dražen Štambuk, prorektor na funkciji rektora (1992. – 1993.)
9. Petar Slapničar (1994. – 1998.)
10. Ivo Babić (1998. – 2002.)
11. Ivan Pavić (2002. – 2014.)
12. Šimun Anđelinović (2014. – 2018.)
13. Dragan Ljutić (2018.-...)[3]

## Galerija
- Ekonomski fakultet
- Katolički bogoslovni fakultet
- Medicinski fakultet
- Bivša zgrada PMFa
- Sveučilišna knjižnica u Splitu
- Fakultet elektrotehnike, strojarstva i brodogradnje u Splitu

## Vanjske poveznice
- Sveučilište u Splitu - službene stranice